# Первісна культура (монографія)
Пе́рвісна культу́ра: Дослі́дження ро́звитку міфоло́гії, філосо́фії, релі́гії, мо́ви, мисте́цтва та зви́чаїв (англ. Primitive culture: researches into the development of mythology, philosophy, religion, language, art, and custom) — філософсько-антропологічний твір Едварда Тайлора, написаний 1871 року. У цій роботі народам, які раніше вважалися дикунами, вперше приписується культура. Тайлор схильний до ототожнення понять культура та цивілізація. Він також запроваджує поняття анімізм (яке він вважав синонімом слова спіритуалізм — віра в духів) та «пережитки».